# Charlie Trafford
Charlie Trafford (Calgary, Alberta, Canadá; 24 de mayo de 1992) es un futbolista canadiense nacionalizado polaco. Juega como mediocampista y actualmente milita en Cavalry de la Canadian Premier League.

## Biografía
Su primo Mason Trafford también es futbolista, juega en Miami FC de Estados Unidos.

## Selección
Ha sido internacional con la Selección de fútbol de Canadá en 2 ocasiones sin anotar goles.

## Clubes
| Club                         | País      | Año         |
| ---------------------------- | --------- | ----------- |
| York Lions                   | Canadá    | 2011 - 2012 |
| IFK Mariehamn                | Finlandia | 2013        |
| TPS Turku                    | Finlandia | 2013        |
| KuPS Kuopio                  | Finlandia | 2014 - 2015 |
| Korona Kielce                | Polonia   | 2015 - 2016 |
| Sandecja Nowy Sącz           | Polonia   | 2017        |
| RoPS                         | Finlandia | 2017        |
| Inverness Caledonian Thistle | Escocia   | 2017 - 2020 |
| Hamilton Academical          | Escocia   | 2020 - 2021 |
| Wrexham                      | Gales     | 2021 - 2022 |
| Cavalry                      | Canadá    | 2022 - Act. |